# Gilbert Haven
Gilbert Haven (19 de septiembre de 1821-3 de enero de 1880) fue un obispo estadounidense.

## Biografía
Nació el 19 de septiembre de 1821 en Malden, Massachusetts. Se casó con Mary Ingraham en 1851; ella murió diez años después. Tuvieron dos hijos, uno de los cuales, William, sirvió durante 29 años como secretario general de la American Bible Society. En 1846 se graduó con honores de la Universidad Wesleyana y después enseñó griego y latín. Viajó por Tierra Santa, África, México y Europa, y fue uno de los primeros defensores de la igualdad de sexos. Fue miembro de la Conferencia Anual de Nueva Inglaterra en 1851 y ejerció como obispo en Atlanta en conferencias conformadas por afroamericanos. Se consagró como obispo el 24 de mayo de 1872 en la Academia de Música de Brooklyn, Nueva York. En 1877 viajó a Liberia y se contagió de malaria, enfermedad de la que nunca se recuperó completamente. Murió en Malden la tarde del 3 de enero de 1880.
Creía en la igualdad absoluta de todas las personas, siendo semejantes ante Dios, sostenía que la sociedad civil debía reconocer su igualdad ante la ley y en la vida. Se oponía rotundamente a cualquier tipo de separación racial en las iglesias. Debido a sus radicales ideologías igualitarias que generaron cierto impacto en su época, ninguna conferencia del Norte lo aceptó como obispo por lo que fue nombrado líder en una conferencia misionera exclusivamente negra. Entre los libros que escribió se encuentran The Pilgrim's Wallet (1864) sobre viajes; National Sermons (1869); Sermons, Speeches and Letters on Slavery and its War y Life of Father Taylor. Después de la guerra Civil fue editor de Zion's Herald, un periódico semanal para los metodistas de Nueva Inglaterra. Después de su muerte, Benjamin Tanner, editor de The Christian Recorder, escribió: «fue uno de los pocos que generó opinión pública en lugar de seguirla; y felizmente... lo hizo del lado de los pobres... y los marginados».